# Empidadelpha propria
Empidadelpha propria är en tvåvingeart som beskrevs av Collin 1928. Empidadelpha propria ingår i släktet Empidadelpha och familjen dansflugor. Inga underarter finns listade i Catalogue of Life.